# ニュージーランド人
ニュージーランド人（ニュージーランドじん、英語: New Zealanders）は、ニュージーランドの国籍を有する人々であり、口語的には「キーウィ人」とも呼ばれる。ニュージーランドは、多民族社会であり、様々な民族的出自をもつ人々が生活している。もともとは、先住民であるマオリだけが住んでいたが、19世紀以降は、スコットランド人、イングランド人、アイルランド人を中心に、比較的少数のフランス人、オランダ人、スカンディナヴィア人、南スラヴ人などを加えた、様々な民族性をもったヨーロッパ系のニュージーランド人たちが、人口比の面でも約7割を占めるほど優勢になった。2022年5月現在、ニュージーランドにはおよそ513万人が居住しているものと推計されている。

## 概要
近年、ニュージーランドの民族構成は、変化を遂げつつあり、新規移民の到着、高い出生率、異人種間結婚の増加などにより、マオリや、アジア系、太平洋諸島民や、異人種間結婚によって複数の人種的出自をもつ人々の比率が、ヨーロッパ系だけの血統を引く人々に比べて高い伸びを見せており、将来は、人口の過半を占めるに至るものと推測されている。
1986年の国勢調査以来、エスニシティに関する回答が複数回答可能となった。初回の1986年では2つ以上のエスニック集団を出自とすると回答したのは、全国民の4パーセント強だったが、その割合は回を追うごとに増加し、2006年の調査では9.9パーセントとなっている。2001年の国勢調査の後、エスニシティに関する質問のその他の回答欄に、祖先の出自に囚われず「ニュージーランド人」と書くべきという議論が起こった。1986年の調査では「ニュージーランド人」や、それに類する回答を記入した人は2万人余りだったが、2006年国勢調査では人口の11パーセントに当たる43万弱の人々が、自分の帰属集団として「ニュージーランド人」を選択している。
ニュージーランド人の大部分はニュージーランド在住であるが、国外に居住している者も相当の数にのぼっており、2001年の推計では、ニュージーランド国外に居住している人々は、ニュージーランド生まれの14%、46万人にのぼるともいわれた。そのうち、ニュージーランド生まれの国外居住者の4分の3以上にあたる36万人は、オーストラリアに住んでいた。このほかにも、ニュージーランド人の国外コミュニティが形成されているところは、イギリス、アメリカ合衆国、カナダをはじめ英語圏の各地にあるが、他の場所にも少人数のものが存在している。このようにディアスポラ状態の国外居住者の数は、2010年の時点でも増加傾向にあると報じられ、65万人以上のニュージーランド人は国外におり、そのうち640,770人は2014年1月の時点でオーストラリアに在住していると推定されている。
| 1961年ニュージーランド国勢調査 | 1961年ニュージーランド国勢調査 | 1961年ニュージーランド国勢調査 | 1961年ニュージーランド国勢調査 |                |                |
| 民族系統                       | 人口                           | 対総人口比 (%)                 | 対総人口比 (%)                 | 対総人口比 (%) | 対総人口比 (%) |
| ------------------------------ | ------------------------------ | ------------------------------ | ------------------------------ | -------------- | -------------- |
| ヨーロッパ系                   | 2,216,886                      | 91.8                           | 91.8                           |                |                |
| マオリ                         | 167,086                        | 6.9                            | 6.9                            |                |                |
| その他                         | 31,012                         | 1.3                            | 1.3                            |                |                |
| 計                             | 2,414,984                      | 100.0                          | 100                            |                |                |
| 2013年ニュージーランド国勢調査 |                                |                                |                                |                |                |
| 民族系統                       | 人口                           | 対総人口比 (%)                 | 対総人口比 (%)                 | 対総人口比 (%) | 対総人口比 (%) |
| ヨーロッパ系                   | 2,969,391                      | 74.0                           | 74                             |                |                |
| マオリ                         | 598,602                        | 14.9                           | 14.9                           |                |                |
| アジア系                       | 471,708                        | 11.8                           | 11.8                           |                |                |
| 太平洋諸島系                   | 295,941                        | 7.4                            | 7.4                            |                |                |
| 中東系/中南米系/アフリカ系     | 46,956                         | 1.2                            | 1.2                            |                |                |
| その他                         | 67,752                         | 1.7                            | 1.7                            |                |                |
| 計                             | 4,242,048                      | 100.0                          | 100                            |                |                |